# Pine Bush
Pine Bush és una concentració de població designada pel cens dels Estats Units a l'estat de Nova York. Segons el cens del 2000 tenia 1.539 habitants.

## Demografia
Segons el cens del 2000, Pine Bush tenia 1.539 habitants, 612 habitatges, i 411 famílies. La densitat de població era de 283 habitants per km².
Dels 612 habitatges en un 35,6% hi vivien nens de menys de 18 anys, en un 48,2% hi vivien parelles casades, en un 14,1% dones solteres, i en un 32,7% no eren unitats familiars. En el 27,8% dels habitatges hi vivien persones soles el 13,2% de les quals corresponia a persones de 65 anys o més que vivien soles. El nombre mitjà de persones vivint en cada habitatge era de 2,51 i el nombre mitjà de persones que vivien en cada família era de 3,08.
Per edats la població es repartia de la següent manera: un 27,9% tenia menys de 18 anys, un 7,1% entre 18 i 24, un 29,6% entre 25 i 44, un 22,7% de 45 a 60 i un 12,7% 65 anys o més.
L'edat mediana era de 36 anys. Per cada 100 dones de 18 o més anys hi havia 80,6 homes.
La renda mediana per habitatge era de 47.679 $ i la renda mediana per família de 55.815 $. Els homes tenien una renda mediana de 38.203 $ mentre que les dones 30.577 $. La renda per capita de la població era de 22.626 $. Entorn del 4,3% de les famílies i el 4,5% de la població estaven per davall del llindar de pobresa.